# Italië op de Olympische Jeugdzomerspelen 2010
Italië nam deel aan de Olympische Jeugdzomerspelen 2010 in Singapore, de eerste editie van de Olympische Jeugdspelen.

## Medailleoverzicht
| Sport                                                                     | Olympiër                                                                       | Discipline            | Medaille |
| ------------------------------------------------------------------------- | ------------------------------------------------------------------------------ | --------------------- | -------- |
| Atletiek                                                                  | Anna Clemente                                                                  | 5 km snelwandelen (v) | Goud     |
| Schermen                                                                  | Marco Fichera                                                                  | degen (m)             | Goud     |
| Schermen                                                                  | Edoardo Luperi                                                                 | floret (m)            | Goud     |
| Schermen                                                                  | Camilla Mancini                                                                | floret (v)            | Goud     |
| Zwemmen                                                                   | Flavio Bizzarri                                                                | 200 m school (m)      | Goud     |
| Atletiek                                                                  | Alessia Trost                                                                  | hoogspringen (v)      | Zilver   |
| Boksen                                                                    | Fabio Turchi                                                                   | zwaargewicht (-91 kg) | Zilver   |
| Gymnastiek                                                                | Carlotta Ferlito                                                               | balk (v)              | Zilver   |
| Schermen                                                                  | Leonardo Affede                                                                | sabel (m)             | Zilver   |
| Schermen                                                                  | Alberta Santuccio                                                              | degen (v)             | Zilver   |
| Wielersport                                                               | Mattia Furlan Nicolas Marini Andrea Righettini Alessia Bulleri                 | gemengd team          | Zilver   |
| Zeilen                                                                    | Veronica Fanciulli                                                             | plankzeilen (v)       | Zilver   |
| Zwemmen                                                                   | Martina Carraro                                                                | 50 m school (v)       | Zilver   |
| Zwemmen                                                                   | Elena di Liddo                                                                 | 50 m vlinder (v)      | Zilver   |
| Gymnastiek                                                                | Ludovico Edalli                                                                | brug (m)              | Brons    |
| Gymnastiek                                                                | Carlotta Ferlito                                                               | sprong (v)            | Brons    |
| Gymnastiek                                                                | Carlotta Ferlito                                                               | meerkamp (v)          | Brons    |
| Zwemmen                                                                   | Flavio Bizzarri                                                                | 100 m school (m)      | Brons    |
| Zwemmen                                                                   | Tommaso Romanti                                                                | 50 m vlinder (m)      | Brons    |
| Als lid van een gemengd landenteam (telt niet mee voor landen klassement) |                                                                                |                       |          |
| Boogschieten                                                              | Gloria Filippi                                                                 | gemengd team          | Goud     |
| Paardensport                                                              | Valentina Isoardi                                                              | gemengd team          | Goud     |
| Schermen                                                                  | Leonardo Affede Marco Fichera Edoardo Luperi Camilla Mancini Alberta Santaccio | gemengd team          | Goud     |
| Atletiek                                                                  | Marco Lorenzi                                                                  | wisselestafette (m)   | Zilver   |
| Atletiek                                                                  | Anna Bongiorni                                                                 | wisselestafette (v)   | Brons    |
| Judo                                                                      | Fabio Basile                                                                   | gemengd team          | Brons    |

Afghanistan · Albanië · Algerije · Amerikaanse Maagdeneilanden · Amerikaans-Samoa · Andorra · Angola · Antigua en Barbuda · Argentinië · Armenië · Aruba · Australië · Azerbeidzjan · Bahama's · Bahrein · Bangladesh · Barbados · België · Belize · Benin · Bermuda · Bhutan · Bolivia · Bosnië en Herzegovina · Botswana · Brazilië · Britse Maagdeneilanden · Brunei · Bulgarije · Burkina Faso · Burundi · Cambodja · Canada · Centraal-Afrikaanse Republiek · Chili · China · Chinees Taipei · Colombia · Comoren · Congo-Brazzaville · Congo-Kinshasa · Cookeilanden · Costa Rica · Cuba · Cyprus · Denemarken · Djibouti · Dominica · Dominicaanse Republiek · Duitsland · Ecuador · Egypte · El Salvador · Equatoriaal-Guinea · Eritrea · Estland · Ethiopië · Fiji · Filipijnen · Finland · Frankrijk · Gabon · Gambia · Georgië · Ghana · Grenada · Griekenland · Groot-Brittannië · Guam · Guatemala · Guinee · Guinee‑Bissau · Guyana · Haïti · Honduras · Hongarije · Hongkong · Ierland · IJsland · India · Indonesië · Irak · Iran · Israël · Italië · Ivoorkust · Jamaica · Japan · Jemen · Jordanië · Kaaimaneilanden · Kaapverdië · Kameroen · Kazachstan · Kenia · Kirgizië · Kiribati · Koeweit · Kroatië · Laos · Lesotho · Letland · Libanon · Liberia · Libië · Liechtenstein · Litouwen · Luxemburg · Macedonië · Madagaskar · Malawi · Malediven · Maleisië · Mali · Malta · Marshalleilanden · Marokko · Mauritanië · Mauritius · Mexico · Micronesië · Moldavië · Monaco · Mongolië · Montenegro · Mozambique · Myanmar · Namibië · Nauru · Nederland · Nederlandse Antillen · Nepal · Nicaragua · Nieuw-Zeeland · Niger · Nigeria · Noord-Korea · Noorwegen · Oeganda · Oekraïne · Oezbekistan · Oman · Oostenrijk · Oost‑Timor · Pakistan · Palau · Palestina · Panama · Papoea-Nieuw-Guinea · Paraguay · Peru · Polen · Portugal · Puerto Rico · Qatar · Roemenië · Rusland · Rwanda · Saint Kitts en Nevis · Saint Lucia · Saint Vincent en Grenadines · Salomonseilanden · Samoa · San Marino · Sao Tomé en Principe · Saoedi-Arabië · Senegal · Servië · Seychellen · Sierra Leone · Singapore · Slovenië · Slowakije · Soedan · Somalië · Spanje · Sri Lanka · Suriname · Swaziland · Syrië · Tadzjikistan · Tanzania · Thailand · Togo · Tonga · Trinidad en Tobago · Tsjaad · Tsjechië · Tunesië · Turkije · Turkmenistan · Tuvalu · Uruguay · Vanuatu · Venezuela · Verenigde Arabische Emiraten · Verenigde Staten · Vietnam · Wit-Rusland · Zambia · Zimbabwe · Zuid-Afrika · Zuid-Korea · Zweden · Zwitserland